# Eupithecia christophi
Eupithecia christophi es una especie de polilla de la familia Geometridae. La especie fue descrita por primera vez por Vladimir Mironov habiendo sido descrita en 1988, con distribución en el sur de transcaucasia. El holotipo fue descrito en República Autónoma de Najicheván, en los alrededores del Ordubad.